# Henry James (cestista)
Henry Charles James (Centreville, 29 luglio 1965) è un ex cestista statunitense, professionista nella NBA, in Europa, Messico e Filippine.

## Palmarès
- Campione CBA (1996)
- CBA Playoff MVP (1996)
- All-CBA First Team (1994)
- 2 volte All-CBA Second Team (1993, 1996)
- Miglior tiratore di liberi CBA (1996)